# Teorias conspiratórias sobre o uso de magia e jinn por Israel
Teorias conspiratórias sobre o uso de magia e jinn por Israel são narrativas que circulam principalmente em determinados meios de comunicação iranianos e árabes, assim como em círculos religiosos e políticos, alegando que Israel empregaria forças sobrenaturais, como magia, jinn (criaturas espirituais da mitologia islâmica) ou práticas místicas, em suas operações de inteligência e segurança. Essas teorias são frequentemente utilizadas para explicar ações israelenses de difícil compreensão ou consideradas surpreendentemente bem-sucedidas, como assassinatos seletivos, a descoberta de redes de espionagem ou operações encobertas.

## O discurso iraniano

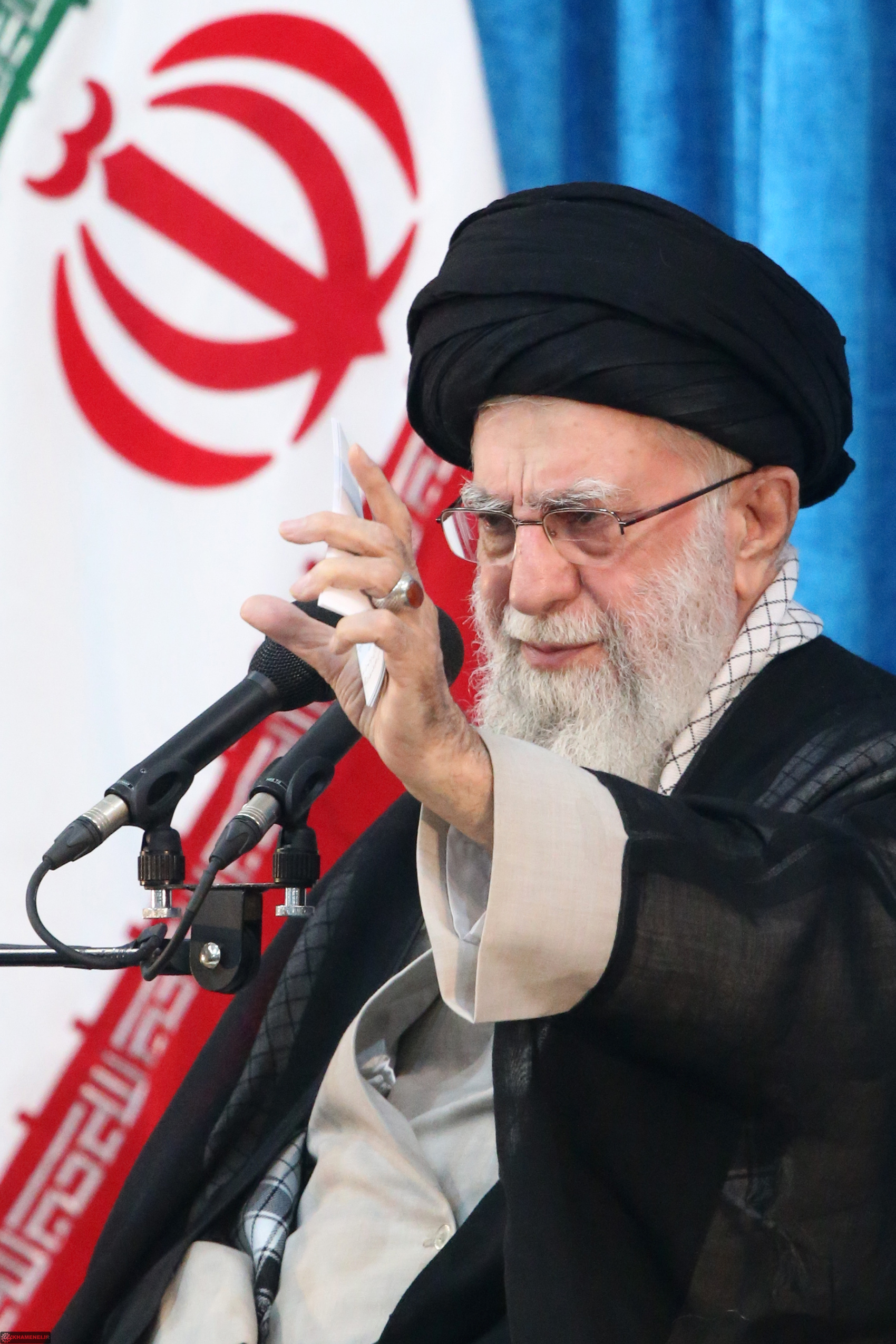
Ali Khamenei

No Irã, circulam repetidamente alegações sobre o suposto uso de forças sobrenaturais por parte de Israel. Essas ideias fazem parte de uma narrativa religiosa e política mais ampla, frequentemente presente em declarações de clérigos conservadores, comentaristas e meios de comunicação:
O líder supremo do Irã, Ali Khamenei, afirmou em um discurso de 22 de março de 2020, por ocasião do Nowruz (ano-novo persa), que havia uma aliança “dos inimigos do mundo dos humanos e dos jinn” contra a República Islâmica - uma formulação que pode ser interpretada como uma referência a ameaças sobrenaturais.
O jornalista conservador Abdollah Kanji afirmou, em 9 de julho de 2025 na plataforma X (antigo Twitter), que inscrições misteriosas com caracteres hebraicos teriam sido encontradas em Teerã, possivelmente associadas a práticas mágicas.
O clérigo xiita Mostafa Karami declarou, em 2024, durante um programa religioso, que “forças sionistas sempre detiveram conhecimentos sobre como controlar os jinn e possuem um exército demoníaco secreto”.
O influente orador e comentarista de segurança Ali Akbar Raefipour sugeriu, em 2024, que a inteligência israelense Mossad possivelmente possua um departamento especializado em jinn, que teria sido utilizado já na Guerra do Líbano de 2006.
O autoproclamado especialista em jinn Valiollah Naqipourfar declarou, em 2014, que Israel teria tentado usar jinn para infiltrar-se nos serviços secretos iranianos e de seus aliados - supostamente sem sucesso.

## Recepção no mundo árabe
Também em alguns países árabes circulam relatos sobre o suposto uso de meios sobrenaturais por parte de Israel. Essas alegações aparecem esporadicamente em artigos, comentários e narrativas populares.
O publicista argelino Omar Belkadhi escreveu, em 2020, em um artigo de opinião, que Israel estaria “em guerra contra o Islã com magia” e falou sobre uma “guerra secreta dos judeus” - uma expressão que recorre claramente a estereótipos antissemitas.
Durante a operação militar israelense "Escudo do Norte", em 2018, alguns meios de comunicação árabes divulgaram a alegação de que Israel teria utilizado meios sobrenaturais para localizar túneis do Hezbollah e assassinar seus líderes.
Um relatório iraniano mencionou que um rabino com conhecimentos de Cabala teria sido capaz de localizar túneis sem o uso de ferramentas tecnológicas - o que foi interpretado como um exemplo de uso “mágico”.
Em algumas narrativas na mídia árabe, também aparece ocasionalmente o termo Pulsa dinura, uma suposta maldição cabalística mortal, que teria como objetivo eliminar inimigos de Israel